# Rhabdoblatta laevicollis
Rhabdoblatta laevicollis är en kackerlacksart som först beskrevs av Henri Saussure 1873.  Rhabdoblatta laevicollis ingår i släktet Rhabdoblatta och familjen jättekackerlackor. Inga underarter finns listade i Catalogue of Life.